# Tūt Sorkhān
Tūt Sorkhān (persiska: توت سُرخان, توت سرخان) är en ort i Iran.   Den ligger i provinsen Kurdistan, i den nordvästra delen av landet, 500 km väster om huvudstaden Teheran. Tūt Sorkhān ligger 1 950 meter över havet och antalet invånare är 144.
Terrängen runt Tūt Sorkhān är lite bergig. Runt Tūt Sorkhān är det ganska tätbefolkat, med 60 invånare per kvadratkilometer. Närmaste större samhälle är Chenāreh, 8,4 km sydväst om Tūt Sorkhān. Trakten runt Tūt Sorkhān består i huvudsak av gräsmarker.